# Philaethria steneles
Philaethria steneles är en fjärilsart som beskrevs av Fabricius 1793. Philaethria steneles ingår i släktet Philaethria och familjen praktfjärilar. Inga underarter finns listade i Catalogue of Life.